# دل بیچاره
دل بیچاره یا قلب بی‌پناه (انگلیسی: Dil Bechara) یک فیلم درام و عاشقانه محصول سال ۲۰۲۰ سینمای هند با بازی سوشانت سینگ راجپوت و سانجانا سنگهی است، این فیلم آخرین فیلم سوشانت سینگ راجپوت بود که یک ماه بعد از مرگ غیرمنتظره او اکران شد. داستان فیلم بر اساس رمان خطای ستارگان بخت ما اثر جان گرین و بازسازی فیلم آمریکای بخت پریشان (۲۰۱۴) محسوب می‌شود.
استودیو فاکس استار در سال ۲۰۱۴ حقوق یک اقتباس هندی را به دست آورد و پس از آن چهار سال تغییر بازیگری و فیلمنامه را پشت سر گذاشت. فیلمبرداری با عنوان دیگری در اواخر ژوئن ۲۰۱۸ آغاز شد. فیلم در سراسر جمشیدپور و رانچی با برنامه‌های پراکنده در بمبئی فیلمبرداری شد.
اکران سینما به دلیل تاخیرهای پس از تولید و همچنین بیماری همه گیر کووید ۱۹ دچار مشکل شد. علاوه بر این، مرگ راجپوت در ۱۴ ژوئن ۲۰۲۰ بود که منجر به انتشار دیجیتالی در سرویس دیزنی پلاس هات‌استار در ۲۴ جولای شد. به افتخار راجپوت، بدون اشتراک در هند و کشورهای منتخب روی پلتفرم در دسترس قرار گرفت. این فیلم با تمجید از زمان اجرا، بازی‌های راجپوت و سنگهی، کارگردانی، داستان، شخصیت پردازی، موسیقی متن و فیلمنامه مورد تحسین منتقدان قرار گرفت. در وب‌سایت جمع‌آوری نقد راتن تومیتوز ۸۸ درصد محبوبیت و از نظرات ۱۶ منتقد سینما، با میانگین امتیاز ۶٫۲ از ۱۰ مثبت است.